# Fashion Institute of Technology
Das Fashion Institute of Technology (FIT) ist eine öffentliche Hochschule in New York City. Sie ist Teil der State University of New York (SUNY) und konzentriert sich auf Kunst, Wirtschaft, Design, Massenkommunikation und Technologie im Zusammenhang mit der Modeindustrie. Das FIT wurde 1944 von einer Gruppe von Bekleidungsherstellern gegründet und befindet sich seit seinem Umzug 1959 im Zentrum von Manhattan. Die Universität verfügt über das Modemuseum The Museum at FIT, das 1967 gegründet wurde und von Valerie Steele geleitet wird.

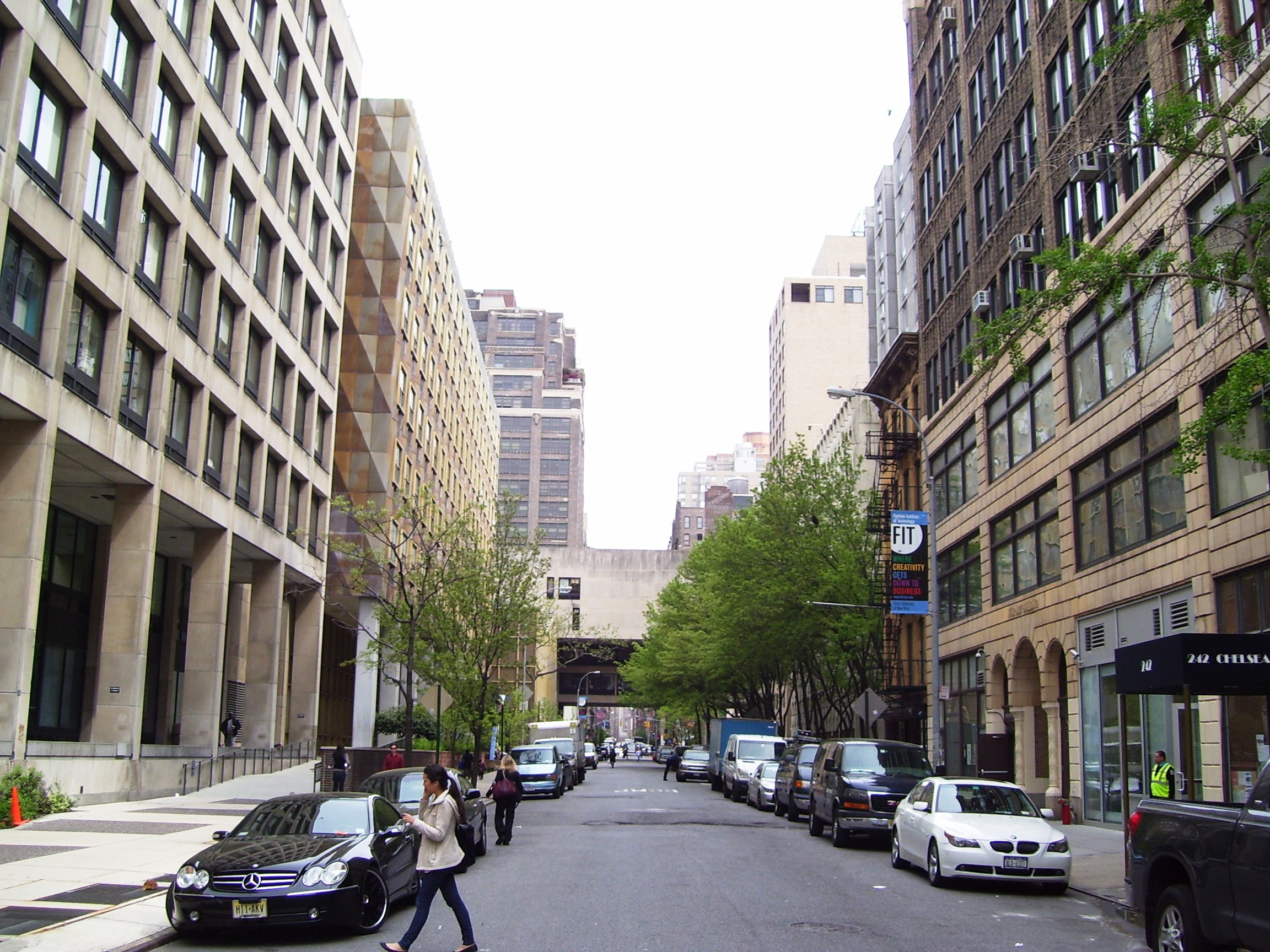
The Museum at FIT in Chelsea, NYC (2019)
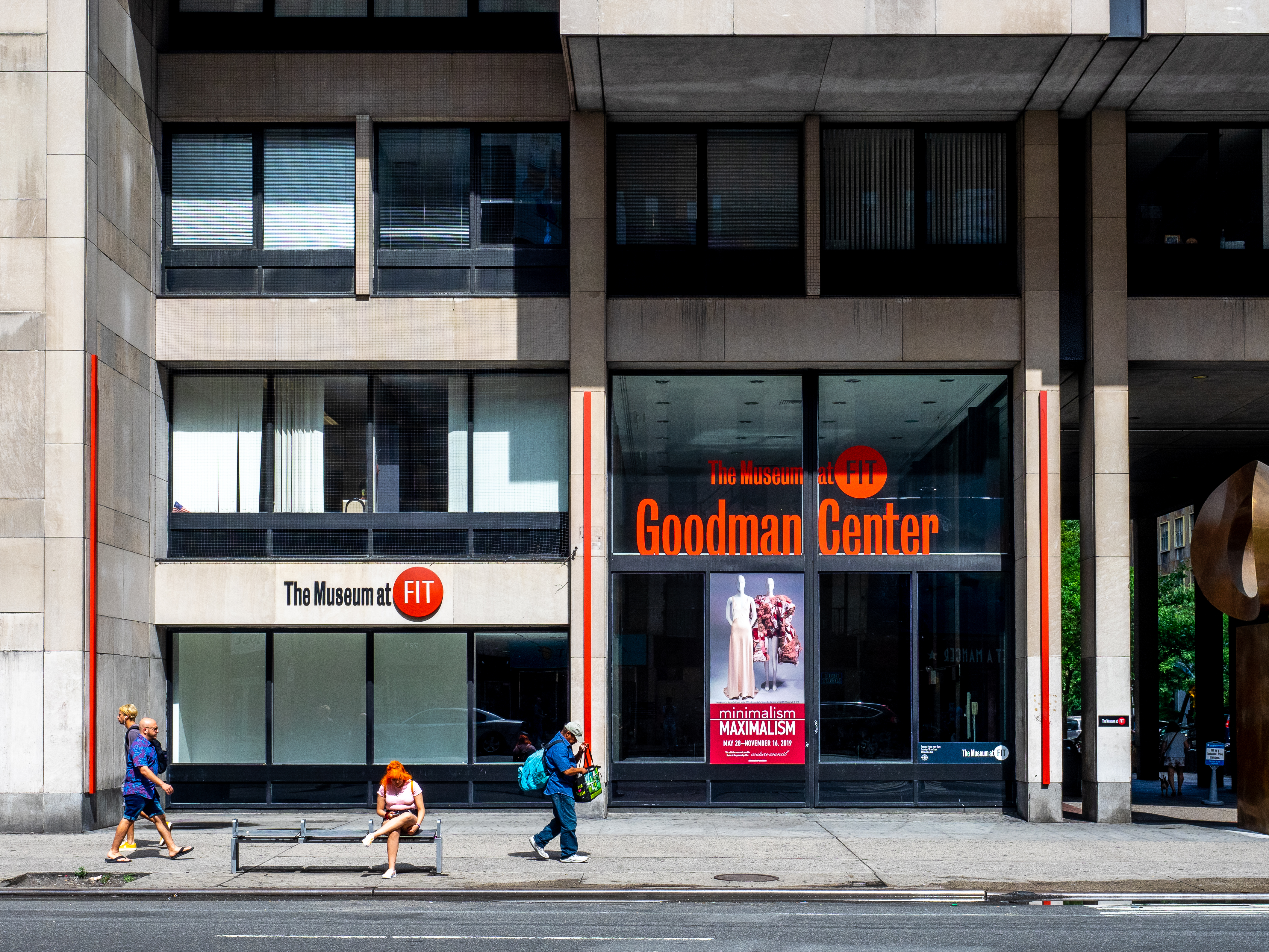
The Museum at FIT in Chelsea, NYC (2019)